# يهودا مراغوزا
يهودا مراغوزا (יהודה מרגוזה، 1783 - 6 أغسطس 1879) حاخام مؤسس الجالية اليهودية في مدينة يافا التي نشأت منها مدينة تل أبيب. ظل حاخاماً وراعياً ليهود يافا حتى وفاته عام 1879. من أوائل المزارعين بين المستوطنين اليهود في فلسطين في القرن التاسع عشر. وسمي باسمه أحد الشوارع الرئيسية في يافا يمتد بالقرب من المقبرة اليهودية التي أسسها.

## سيرته
ولد رافائيل يهودا بن مناحيم هاليفي في مدينة سراييفو في البوسنة والهرسك، حيث التحق بالمدرسة الدينية وقام بالتدريس. لاحقًا، استعدادًا لصعوده، انتقل إلى مدينة راغوزا في كرواتيا (ونسب إليها)، وهاجر إلى فلسطين من هناك بعمر يناهز 18 عامًا سنة 1801. بعد صعوده، واصل الدراسة في المدرسة الدينية في القدس لمدة 18 عامًا وبدأ في العمل في منصب الحاخامية في القدس. وفي عام 1819 ذهب في مهمة مشولح (مبعوث إلى الشتات لجمع التبرعات (الحالوكا) لدعم الاستيطان اليهودي في فلسطين) في القسطنطينية (اسطنبول) حيث مكث ست سنوات. والتقى هنالك بالحاخام يهودا بيباس حفيد حاييم بن عطار مؤلف كتاب نور الحياة (אור החיים) الذي كان يؤمن بأن الهجرة إلى فلسطين ستجلب الخلاص من الدنيا. أثر به اللقاء، وعاد إلى القدس. كان يتحدث ست لغات، ويعارض توزيع الحالوكا.

### حاخام يافا
إثر عودته إلى فلسطين عام 1825 من مهمته في القسطنطينية، عينه حاخامات القدس ممثلًا لهم في يافا لاستقبال المهاجرين اليهود. في تلك الأيام لم تكن هنالك مستوطنة يهودية في يافا، وكان اليهود قادمون عبر ميناء يافا يعانون غالباً بسبب نقص المساعدة اليهودية. لم يكن جلوس وحيدًا في مدينةٍ خاليةٍ من اليهود مريحًا على الإطلاق بالنسبة للحاخام، وإن كان يأتي بين الحين والآخر للإقامة في القدس لفترة. في عام 1829، أقنع الحاخام إثنا عشر ناجياً غرق سفينة قرب عكا كانت تحمل مهاجرين اليهود من المغرب ليكونوا أول اليهود الذين انضموا إليه واستقروا في يافا. بمرور الوقت، تجمّع المزيد من اليهود في يافا، وضمّ المجتمع اليهود الأشكناز والسفاراديين.
في عام 1834، بادر يهودا هاليفي إلى إنشاء المقبرة اليهودية في يافا مع بداية تطور التواجد اليهودي فيها. وكان يهود يافا حتى ذلك الوقت يحضرون موتاهم ليدفنوا في القدس (لأسباب دينية وغيرها)، ومن ناحية أخرى فإن بداية دفن موتاهم في المدينة مكنت وساهمت في استمرار الاستيطان اليهودي وتوسع المجتمع في يافا ابتداء من تلك السنوات.
في عام 1840، عين الصهيوني الأول في القدس (كبير حاخامات السفرديم הראשון לציון، كان يُسمى آنذاك "بالحاخام باشي") حاييم أبراهام جاجين ليكون حاخامًا ليهود يافا. وقد مثل تعيينه علامة على تجديد وتعافي الاستيطان اليهودي في يافا في القرن التاسع عشر بعد وباء أصاب الطائفة.
في عام 1842، اشترى مع الحاخام أبراهام بانسو والحاخام يحيئيل بخر، قطعة أرض مساحتها 103 دونم على ضفاف وادي المصرارة (وادي مصرارة)، شمال شرق يافا، حي مونتيفيوري الآن. وقام الحاخام بزراعة بستان في المنطقة به 5310 شجرة منها 2210 حمضيات. وكان أول بستان في فلسطين زرعه اليهود ورعاهم. ووصف الحاخام البستان في رسالة أرسلها عام 1853 إلى موسى مونتيفيوري وأضاف: "بفضل الله، أعلن بموجب هذا أنني أول إسرائيلي يأتي إلى هنا في يافا... سأفعل ما أفعله". أستطيع أن أشجع العمل الترابي بين أفراد مجتمعي المكون من سبعين عائلة". في عام 1855، اشترى موشيه مونتيفيوري البستان وأطلق عليه اسمه (برديس مونتيفيوري). يقع بجبل الأمل الآن حي مونتيفيوري في تل أبيب هناك.
ومع نمو وتطور الجالية اليهودية في يافا، أنشأ يهودا هاليفي عام 1863 "مجلس مدينة يافا"، الذي كان أول لجنة عامة يهودية لم تكن على أساس طائفي، فكان السفارديم والأشكناز شركاء فيه معًا. كان أول عمل للجنة هو إنشاء فرع لشركة "الاتحاد الإسرائيلي العالمي" في يافا، وكان  حاييم أمزلاغ نائب القنصل البريطاني في يافا رئيساً لها. وأدى مناشدة اللجنة لشركة "الاتحاد الإسرائيلي العالمي" في باريس إلى افتتاح مدرسة للبنين في يافا، تأسست في 12 آذار 1868.
كان يهودا مراغوزا مع يهوذا الكالاي وطلاب الحاخام الدكتور يهودا بيباس من دعاة الصهيونية ومؤسسي الصهيونية السياسية التي كانت تدافع عن الاستيطان الذاتي وتعارض توزيع الأموال دون عمل. زرع يهودا هاليفي بستانه بيديه، التي باعها فيما بعد لموشيه مونتيفيوري، عرض على موشيه مونتيفيوري إنشاء مستوطنة زراعية يهودية في أرض إسرائيل، وعمل على الحصول على مساعدة لليهود في يافا ليكسبوا عيشهم من الزراعة، وقد شجع تأسيس شارل نتر لمدرسة "ميكفه إسرائيل" الزراعية رغم معارضة الحاخامات الأشكناز في القدس، وساعده في شراء الأرض عندما اتصل به مع كبير الحاخامات في القسطنطينية.
في عام 1871، بعمر يناهز 90 عامًا، سافر يهودا هاليفي من مصر من أجل التأثير على البارون يعقوب دي منشه (Yaqub Levi de Menasce) للمساعدة في إنشاء دار التلمود التوراة في يافا، وهو الأمر بسبب نمو الجالية اليهودية في المدينة، وخلال إقامته في الإسكندرية صادف محل تصوير، فدخل والتقط صورة وكانت صورته الوحيدة.
في نهاية حياته، تلقى يهودا هاليفي رسالة دُعي فيها للمشاركة في مراسم الهجرة إلى بيتح تكفا. وكتب يهودا هاليفي، الذي كان مريضا، رسالة تهنئة أرسلها إلى حفل التأسيس وبارك فيها رؤساء المستوطنة الزراعية الجديدة والأولى في أرض فلسطين.
توفي في 6 آب 1879، الموافق 17 سنة 1879، ودُفن في المقبرة اليهودية في يافا التي أسسها.

## عائلته
ومن المعروف أن اسم والده هو مناحيم هاليفي، كما يشهد يهودا على ذلك في توقيعه (يهودا في كمهر مناحيم هاليفي)، وبحسب إحدى الفرضيات، توفي والده في القدس بعد حوالي عام من هجرته إلى أرض إسرائيل. إلى فرضية أخرى، فإن والده هو مناحيم هاليفي نفسه الذي عمل حاخاميا في القدس، والذي عُثِر على اسمه وتوقيعه على وثائق من نفس الفترة، وهو أيضا نفس مناحيم هاليفي "مقيم في بوزنة" (من البوسنة). ) الذي توفي في 5 ديسمبر 1838، ودفن في جبل الزيتون في القدس (وبناء على هذه الفرضية، اسم زوجته - ريفكا هاليفي من البوسنة، والتي توفيت بعده بأيام، في 19 ديسمبر 1838 وهي ودفن بجانبه في مقبرة جبل الزيتون بالقدس).
أثناء دراسته في القدس، تزوج يهودا هاليفي من روزا، وأنجبا 4 أطفال.